# Geron freidbergi
Geron freidbergi är en tvåvingeart som beskrevs av Zaitzev 1996. Geron freidbergi ingår i släktet Geron och familjen svävflugor. Inga underarter finns listade i Catalogue of Life.